# Philonotis litorea
Philonotis litorea är en bladmossart som beskrevs av Jules Cardot och Brotherus 1923. Philonotis litorea ingår i släktet källmossor, och familjen Bartramiaceae. Inga underarter finns listade i Catalogue of Life.